# Injecció epidural de glucocorticoides
La injecció epidural de glucocorticoides (o,senzillament, injecció epidural de corticoides) és una tècnica en la qual s'injecten glucocorticoides i un anestèsic local a l'espai epidural al voltant de la medul·la espinal en un esforç per millorar l'estenosi vertebral, l'hèrnia discal o ambdues coses. És beneficiós amb una rara taxa d'efectes secundaris importants.